# Microrregión del Alto Solimões
La microrregión del Alto Solimões es una microrregión de Brasil localizada en la parte surocccidental del estado de Amazonas. Tiene una superficie de 214 217,80 km².
Forma parte de la mesorregión del Sudoeste Amazonense y limita, al noroeste, con el departamento colombiano de Amazonas y el departamento de Loreto en Perú; al norte, con la microrregión de Japurá; y al sur, con microrregión de Juruá.
Es la primera región por la que discurre el río Amazonas al entrar en territorio brasileño.

## Municipios
- Amaturá
- Atalaia del Norte
- Benjamim Constant
- Fuente Buena
- Jutaí
- Santo Antônio do Içá
- São Paulo de Olivença
- Tabatinga
- Tonantins